# Javier Calderón Fernández
Javier Calderón Fernández (Dosbarrios, Toledo, 9 de febrero de 1931) es un militar español, en la actualidad en situación de reserva.

## Biografía
Javier Calderón nació en el seno de una familia modesta, quedando huérfano de padre a los cinco años de edad por un fusilamiento republicano acaecido en 1936. Terminada la guerra civil, su madre emigró a Madrid con sus seis hijos (Javier era el cuarto), donde rehízo su vida familiar gracias a la concesión de una Expenduría de Tabacos y Timbres facilitada por el régimen franquista.
Estudió el bachillerato en el Instituto Cardenal Cisneros. Conoció la vida castrense en 1948 y en julio de 1949 ingresó en la Academia General Militar.En 1953 obtuvo el despacho de teniente como miembro de la VIII Promoción del Arma de Infantería.
Fue ampliando su formación con la realización de diversos cursos de especialidad, obteniendo también el diploma de Estado Mayor del Ejército en 1965. Además, se diplomó en Psicología y Psicotecnia por la Universidad de Madrid y en Aptitud Pedagógica por el Instituto Nacional de Ciencias de la Educación. Se incorporó al Alto Estado Mayor en 1971, con el empleo de capitán y ocupando destinos de forma continuada en diversas áreas. Ascendió a comandante en octubre de 1973 sin cambiar de destino.
En el verano de 1979, recién ascendido a teniente coronel y tras un cese momentáneo entre la sucesión formal de Bourgón por Mariñas al frente del CESID, Calderón accedió a su secretaría general, apoyado por su amigo el general Gutiérrez Mellado, ya convertido en Vicepresidente Primero del Gobierno para Asuntos de la Defensa. A partir de ese momento, ejerció un control absoluto en toda su operativa, sobre todo bajo la dirección interina del coronel de Infantería de Marina Narciso Carreras, quien tras el cese de Gerardo Mariñas, producido el 4 de agosto de 1980, la ostentaba de forma provisional.
Javier Calderón ascendió a coronel en abril de 1984 y a general de brigada en marzo de 1987, empleo en el que primero asumió la subdirección general de Ordenación Educativa del Ministerio de Defensa y después la dirección de la Academia General Militar (1987-1989), tras el cese fue ascendido a General de División del Ejército de Tierra. Fue promovido a teniente general en diciembre de 1992, ostentando la jefatura del Mando de Personal del Ejército de Tierra hasta que pasó a la reserva en febrero de 1995.
Una vez en situación de reserva, en 1996; fue nombrado representante del Ministerio de Defensa ante la Cruz Roja Española hasta que fuera nombrado director general del CESID. Fue cesado como director general del CESID el 29 de junio de 2001.